# Spin (fizyka)

Przykład obracającego się ciała, które dopiero po obrocie o 720 stopni znajdzie się w tym samym stanie. Podobne właściwości ma fermion o spinie ½

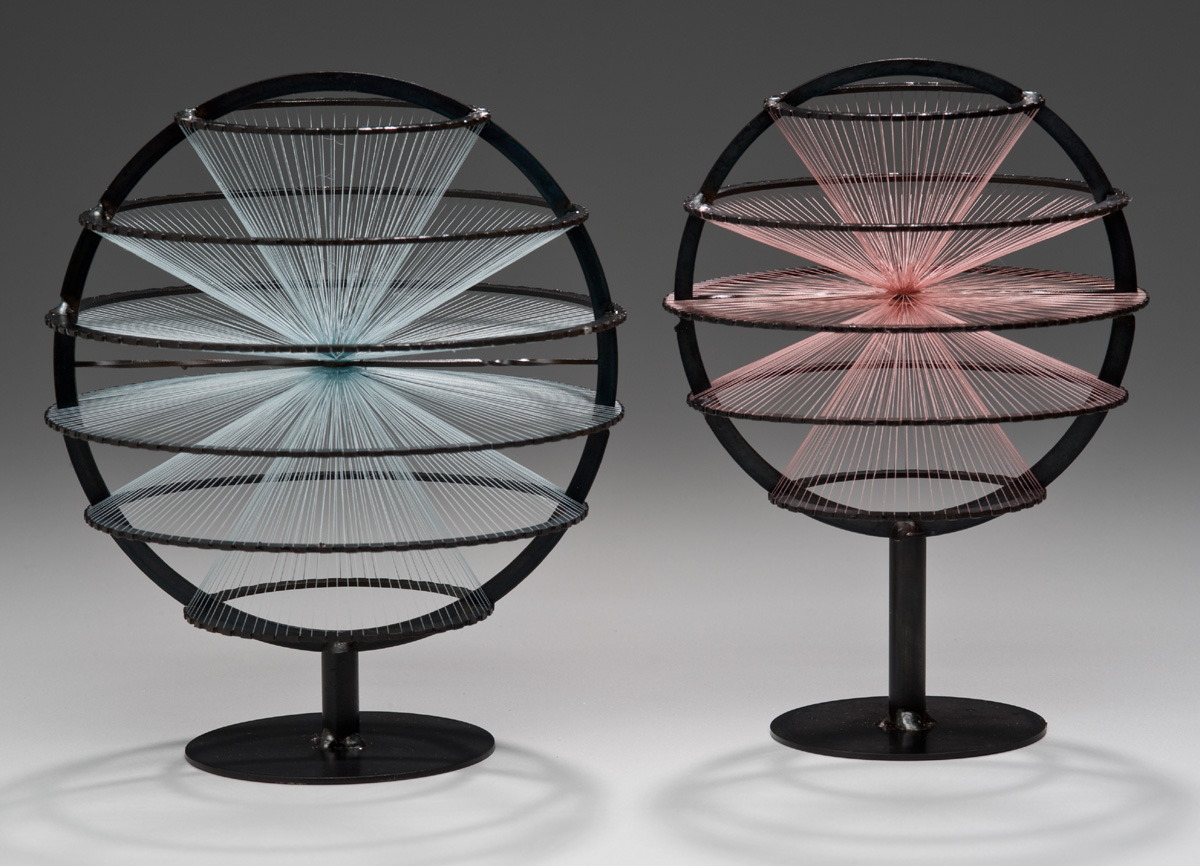
Artystyczna wizja możliwych ustawień wektora spinu względem kierunku pola magnetycznego (tu pole ma kierunek pionowy) dla cząstek o spinie (niebieski) i (różowy). Na skutek nieoznaczoności kwantowej określone są jedynie stożki możliwych usytuowań wektora spinu

Spin – moment pędu (kręt) cząstki wynikający z jej natury kwantowej. W klasycznej fizyce moment pędu wynika z ruchu ciał w przestrzeni, spin zaś jest wewnętrzną właściwością cząstki, taką jak na przykład ładunek elektryczny. Spin nie wynika z ruchu obrotowego cząstek, lecz z symetrii ich funkcji falowej względem odpowiedniej grupy obrotów.
Każdy rodzaj cząstek elementarnych ma właściwy sobie spin. Cząstki złożone (np. jądra atomów) mają spin będący sumą wektorową spinów wchodzących w skład jego cząstek elementarnych.

## Moment pędu w fizyce klasycznej
W fizyce klasycznej moment pędu ciała wynika z jego ruchu względem innych ciał lub rotacji wokół własnej osi. Np. Ziemia, obracając się wokół Słońca, ma związany z tym moment pędu. Podobnie, z ruchu obrotowego Ziemi wokół własnej osi wynika istnienie momentu pędu. Początkowo w ten sam sposób wyobrażano sobie spin cząstek. Według klasycznej fizyki, jeżeli cząstka spoczywa i nie obraca się, to powinna mieć zerowy moment pędu.

## Moment pędu w fizyce kwantowej
Dzięki mechanice kwantowej odkryto, że cząstkom elementarnym trzeba przypisać oprócz zwykłego momentu pędu, znanego w fizyce klasycznej, również inny rodzaj momentu pędu, który jest związany z obrotem w abstrakcyjnej przestrzeni spinowej. Cząstki mające spin mogą więc być w spoczynku i nie obracać się, a jednak zawsze mają spin.

### Spin całkowity i połówkowy
Spin jest opisywany liczbowo za pomocą kwantowych liczb spinowych. Mogą one przyjmować wartości z zakresu {\displaystyle 0,\ {\tfrac {1}{2}},\ 1,\ 1{\tfrac {1}{2}},\ 2} itd. Cząstki o liczbie spinowej z zakresu 0, 1, 2 itd. przyjęto nazywać cząstkami o spinie całkowitym lub bozonami. Cząstki o liczbie spinowej {\displaystyle {\tfrac {1}{2}},} 1{\displaystyle {\tfrac {1}{2}},} 2{\displaystyle {\tfrac {1}{2}}} itd. przyjęto nazywać cząstkami o spinie połówkowym lub fermionami. Termin „cząstka o spinie {\displaystyle {\tfrac {1}{2}}}” jest skrótem myślowym oznaczającym „cząstkę o liczbie spinowej {\displaystyle {\tfrac {1}{2}}}”.

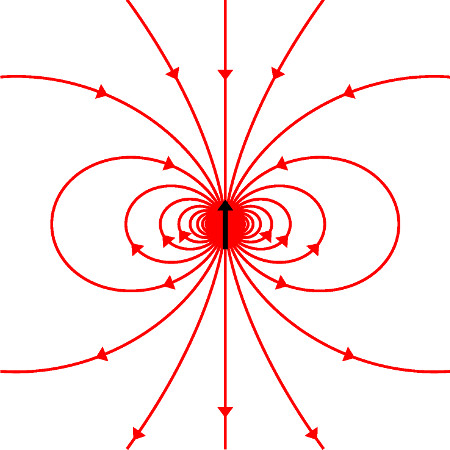
Spin neutronu przedstawiony jako czarna strzałka oraz pole magnetyczne związane z momentem magnetycznym neutronu. Neutron ma ujemny moment magnetyczny. Gdy spin neutronu jest skierowany w górę, to linie pola magnetycznego w środku dipola są skierowane w dół

Bozonami są np. bozony W+ i W−, bozony Z0 i fotony. Fermionami są np. elektrony, protony, neutrony, neutrina i miony.

Ściany domen magnetycznych przesuwające się pod wpływem zewnętrznego pola magnetycznego – efekt kolektywnego oddziaływania spinów z polem

### Związek spinu ze statystyką
W dużym zbiorze cząstek tego samego rodzaju wykazują one ciekawe własności statystyczne, wynikające z identyczności cząstek kwantowych. Własności te zależą od spinu.
Np. gaz złożony z bozonów tego samego rodzaju (np. fotony promieniowania we wnęce pieca) podlega statystyce Bosego-Einsteina. Cząsteczki gazu złożonego z fermionów podlegają statystyce Fermiego-Diraca. Związek ten jest szczególnym przypadkiem ogólnego związku spinu ze statystyką.
W ciele stałym lub cieczy (tj. w fazie skondensowanej) oddziaływanie spinów może prowadzić do zjawiska ferromagnetyzmu. Jest tak dlatego, że cząsteczki mające spin mają jednocześnie różny od zera moment magnetyczny, co oznacza że wytwarzają wokół siebie słabe pole magnetyczne, za pomocą którego oddziałują ze sobą.

### Spin fotonu
Foton jest kwantem energii fali elektromagnetycznej. Z optyki klasycznej wynika, że fale te wykazują zjawisko polaryzacji. W opisie mechaniki kwantowej polaryzacja jest wynikiem spinu fotonu. Wartość liczby spinowej dla fotonu wynosi {\displaystyle s=1.} Rzut wektora spinu fotonu na kierunek jego propagacji jest równy zeru. Oznacza to, że wektor ten leży w płaszczyźnie prostopadłej do wektora falowego {\displaystyle k} propagacji fali elektromagnetycznej. Taka własność spinu tłumaczy, dlaczego fale elektromagnetyczne są falami poprzecznymi.

## Opis matematyczny spinu ½

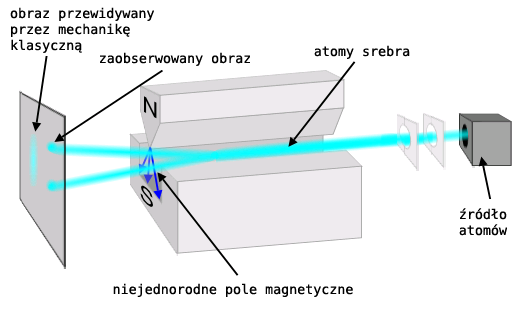
Doświadczenie Sterna-Gerlacha pokazało, że pewne cząstki (np. elektrony) w polu magnetycznym przyjmują tylko dwa stany – zgodnie z polem lub przeciwnie do niego. Wynik ten jest sprzeczny z mechaniką klasyczną

Matematycznie spin jest wielkością tensorową wprowadzoną przez mechanikę kwantową. Istnienie spinu wynika z symetrii funkcji falowej danej cząstki względem grupy obrotów. Np. funkcja falowa pionów jest skalarem (ma tylko jedną składową), funkcja falowa elektronów jest spinorem o rzędzie {\displaystyle {\tfrac {1}{2}}} (zapisuje się ją w postaci wektora o dwóch składowych), zaś funkcja falowa hipotetycznych grawitonów jest tensorem drugiego rzędu (zapisuje się go w postaci macierzy 3×3, ma 9 składowych).
Poniżej omówiony jest przypadek spinu {\displaystyle {\tfrac {1}{2}}.}

### Doświadczalny dowód kwantowania spinu
Z doświadczeń (analogicznych do doświadczenia Sterna-Gerlacha) wykonanych dla elektronu, protonu czy neutronu otrzymuje się zawsze dwa możliwe stany spinowe – zgodne ze zwrotem pola magnetycznego (stan „w górę”) lub przeciwnie (stan „w dół”) (zobacz rysunek obok). Wynik ten jest zawsze taki sam, niezależnie od ustawienia kierunku pola magnetycznego. Według przewidywań klasycznej fizyki w doświadczeniu tego typu powinno się otrzymać na wyjściu z urządzenia pomiarowego rozmytą w miarę jednorodnie plamę, odpowiadającą continuum możliwych ustawień wektora spinu względem pola magnetycznego.

### Operatory pomiaru spinu w kierunkachx,y,z
Aby uzasadnić teoretycznie powyżej omówione wyniki eksperymentu Pauli wprowadził operatory spinu {\displaystyle S_{x},S_{y},S_{z}} odpowiadające pomiarom spinu wzdłuż osi {\displaystyle x,\ y,\ z} wybranego układu współrzędnych
{\displaystyle S_{i}={\frac {\hbar }{2}}\sigma _{i},\,i=x,y,z,}
gdzie {\displaystyle \sigma _{i}} są macierzami Pauliego, czyli:
{\displaystyle S_{x}={\frac {\hbar }{2}}{\begin{pmatrix}0&1\\1&0\end{pmatrix}},} {\displaystyle S_{y}={\frac {\hbar }{2}}{\begin{pmatrix}0&-\mathrm {i} \\i&0\end{pmatrix}},} {\displaystyle S_{z}={\frac {\hbar }{2}}{\begin{pmatrix}1&0\\0&-1\end{pmatrix}}.}
Zgodnie z formalizmem matematycznym mechaniki kwantowej możliwe wyniki pomiaru oblicza się jako wartości własne operatora, odpowiadającego danemu pomiarowi, działającego na funkcję falową mierzonego układu.
W przypadku pomiaru spinu wynik pomiaru wzdłuż osi {\displaystyle z} jest jedną z możliwych wartości własnych, obliczoną z działania operatora {\displaystyle S_{z}} na spinową funkcję falową {\displaystyle |\sigma \rangle } (jest to tzw. równanie na wartości własne operatora spinu)
{\displaystyle S_{z}|\sigma \rangle =s_{z}|\sigma \rangle ,}
gdzie {\displaystyle s_{z}} – szukana wartość rzutu spinu na oś {\displaystyle z.}

Wektor spinu leży na jednym z dwóch stożków, takich że rzuty spinu na kierunek pola magnetycznego mają ściśle określone wartości. Tu pokazano sytuację dla pola

Równanie to ma dwa rozwiązania {\displaystyle s_{z}=-{\tfrac {1}{2}}\hbar } oraz {\displaystyle s_{z}=+{\tfrac {1}{2}}\hbar ,} co oznacza, że rzut wektora spinu na oś {\displaystyle z} może przyjmować tylko dwie wartości – w górę osi {\displaystyle z} oraz w dół osi {\displaystyle z.} Ustawienia wektora spinu odpowiadające powyższym rzutom nazywa się w skrócie stanami „w dół” oraz „w górę”, mimo że sam wektor spinu nigdy nie ma ustalonego kierunku, lecz leży na stożku (patrz rysunek obok).
Identyczne wyniki pomiaru spinu uzyska się dla operatorów {\displaystyle S_{x},S_{y},} odpowiadających pomiarom wzdłuż osi {\displaystyle x} oraz {\displaystyle y.} Wartość bezwzględna współczynnika stojąca przy wartości {\displaystyle \hbar } wynosi {\displaystyle {\tfrac {1}{2}}.} Dlatego cząstki mające tę właściwość, że w oddziaływaniu z polem magnetycznym zachowują się jak wyżej opisano, są określane jako cząstki o spinie {\displaystyle {\tfrac {1}{2}}.} Liczba {\displaystyle s={\tfrac {1}{2}}} nosi nazwę spinowej liczby kwantowej.
Operatory {\displaystyle S_{x},S_{y},S_{z}} spełniają reguły komutacyjne (analogicznie jak operatory momentu pędu {\displaystyle L_{x},L_{y},L_{z},} mierzące składowe momentu pędu w przestrzeni fizycznej lub generatory grupy obrotów)
{\displaystyle [S_{x},S_{y}]=\mathrm {i} \hbar S_{z},}
{\displaystyle [S_{z},S_{x}]=\mathrm {i} \hbar S_{y},}
{\displaystyle [S_{y},S_{z}]=\mathrm {i} \hbar S_{x}.}
Operatory te nie komutują ze sobą (tzn. komutatory są {\displaystyle \neq 0}), co oznacza, że jest możliwe jednoczesne określenie jedynie jednej z tych składowych. Wynik ten jest zgodny z tym, co obserwuje się w doświadczeniach.

### Wektorowy operator spinu
Operator postaci
{\displaystyle {\vec {S}}=[S_{x},S_{y},S_{z}]}
jest wektorowym operatorem spinu; jego współrzędnymi są operatory pomiaru spinu w kierunkach {\displaystyle x,} {\displaystyle y,} {\displaystyle z;} operator ten można zapisać w postaci
{\displaystyle {\vec {S}}={\frac {1}{2}}\hbar {\vec {\sigma }},}
gdzie:
{\displaystyle {\vec {\sigma }}=[\sigma _{x},\sigma _{y},\sigma _{z}]} jest wektorem złożonym z macierzy Pauliego.

### Operator pomiaru spinu wzdłuż dowolnego kierunku
Pauli zdefiniował też operator pomiaru spinu wzdłuż dowolnego kierunku, związanego z dowolnym ustawieniem wektora indukcji pola magnetycznego {\displaystyle {\vec {B}}.} Niech {\displaystyle {\vec {n}}={\frac {\vec {B}}{|{\vec {B}}|}}} oznacza wektor jednostkowy zgodny z wektorem {\displaystyle {\vec {B}}.} Wtedy operator pomiaru spinu ma postać:
{\displaystyle S_{\vec {n}}={\vec {n}}\cdot {\vec {S}}.}
Jeżeli zapisze się wektor {\displaystyle {\vec {n}}} za pomocą współrzędnych sferycznych {\displaystyle \theta ,\phi ,} to operator ten przyjmie postać macierzy {\displaystyle 2\times 2}
{\displaystyle S_{\vec {n}}={\frac {\hbar }{2}}{\begin{pmatrix}\cos \theta &\sin \theta \,\mathrm {e} ^{-\mathrm {i} \phi }\\\sin \theta \,\mathrm {e} ^{\mathrm {i} \phi }&-\cos \theta \end{pmatrix}},}
analogicznie jak operatory {\displaystyle S_{x},S_{y},S_{z}.} Operator ten ma także dwie wartości własne:
{\displaystyle s_{{\vec {n}}-}=-\hbar {\frac {1}{2}}} oraz {\displaystyle s_{{\vec {n}}+}={\frac {1}{2}}\hbar .}
Powyżej przedstawiony formalizm matematyczny, w którym wielkościom obserwowanym przypisuje się odpowiednie operatory, daje przewidywania teoretyczne zgodne z doświadczeniem, gdyż:
Wykonując pomiary w dowolnym kierunku {\displaystyle {\vec {n}}} (który jest kierunkiem pola magnetycznego), zawsze otrzymuje się tylko dwa różne rzuty spinu na mierzony kierunek. Ten sam wynik przewiduje teoria kwantowa.

### Operator wartości spinu
Oprócz wyżej zdefiniowanych operatorów, można zdefiniować operator kwadratu całkowitego wektora spinu:
{\displaystyle S^{2}={\vec {S}}\cdot {\vec {S}}=S_{x}^{2}+S_{y}^{2}+S_{z}^{2}.}
Podstawiając wyrażenia na operatory {\displaystyle S_{x},S_{y},S_{z},} otrzymuje się:
{\displaystyle S^{2}={\frac {3\,\hbar ^{2}}{4}}{\begin{pmatrix}1&0\\0&1\end{pmatrix}}.}
Na podstawie tego operatora wyznacza się wartość mierzonego spinu – określa ją pierwiastek ze średniej wartości operatora {\displaystyle S^{2}} obliczonej dla pomiaru na dowolnym stanie kwantowym:
{\displaystyle {\sqrt {\langle S^{2}\rangle }}={\frac {\sqrt {3}}{2}}\hbar .}
Powyższy wynik jest zgodny z ogólnym wzorem na długość wektora spinu o liczbie spinowej {\displaystyle s}
{\displaystyle {\sqrt {\langle S^{2}\rangle }}=\hbar {\sqrt {s(s+1)}}.}
Podstawiając {\displaystyle s={\tfrac {1}{2}},} otrzymuje się wcześniej podany wynik.

### Wielkości jednocześnie mierzalne
Ponieważ operator {\displaystyle S^{2}} wyraża się przez macierz jednostkową, to komutuje z dowolną ze składowych spinu, np.
{\displaystyle [S^{2},S_{x}]=0.}

„Stożki wektorowe” momentów pędu: całkowitego J (fiolet), orbitalnego L (niebieski) i spinowego S (zielony). Stożki powstają na skutek nieoznaczoności kwantowej składowych tych momentów

Oznacza to, że możliwe jest w tym samym pomiarze zmierzenie długość wektora spinu cząstki wraz z długością jego rzutu na dowolny kierunek; jednak pozostałych dwóch składowych nie można wyznaczyć, gdyż składowe te nie komutują ze sobą. Wynik ten jest wyrazem nieoznaczoności kwantowej, jaka towarzyszy każdemu pomiarowi. W przypadku spinu pomiar pozwala jedynie na określenie stożka, na którym usytuowany jest wektor spinu. Oś tego stożka wyznacza kierunek zewnętrznego pola magnetycznego, a wysokość jest równa wielkości rzutu wektora spinu na kierunek pola.
Składowe operatora spinu {\displaystyle {\vec {S}}=[S_{x},S_{y},S_{z}]} komutują ze składowymi operatora pędu {\displaystyle {\vec {p}}=[p_{x},p_{y},p_{z}].} Ponieważ składowe operatora pędu nie komutują ze sobą, podobnie jak składowe spinu, to powyższa własność oznacza, że można zmierzyć jednocześnie tylko jedną ze składowych wektora spinu wraz z jedną ze składowych wektora pędu.

### Własny moment magnetyczny elektronu
Istnienie własnego momentu pędu elektronu (spinu) wiąże się z istnieniem własnego momentu magnetycznego elektronu, który jest proporcjonalny do wektora spinu i przeciwnie skierowany
{\displaystyle {\vec {\mathbf {\mu } }}_{\mathrm {spin} }=-{\frac {|e|}{m}}{\vec {S}},}
gdzie:
{\displaystyle e} – ładunek elektronu,
{\displaystyle m} – masa elektronu.
To właśnie wewnętrzny moment magnetyczny elektronu jest odpowiedzialny za oddziaływanie z zewnętrznym polem magnetycznym, w wyniku czego następuje kwantowanie spinu.

### Operator wypadkowego momentu pędu
Każdy elektron w atomie ma dwa momenty magnetyczne: orbitalny {\displaystyle {\vec {L}}} i spinowy {\displaystyle {\vec {S}}.} Wektory te dodają się, tworząc wypadkowy moment pędu {\displaystyle {\vec {J}}.} Rzuty każdego z tych wektorów na odpowiednie osie są skwantowane.
Kwadrat operatora spinu {\displaystyle S^{2}} nie jest niezmiennikiem relatywistycznym. Właściwym operatorem Casimira dla grupy Poincarégo jest kwadrat pseudowektora Pauliego-Lubańskiego, który jest związany z operatorem kwadratu całkowitego momentu pędu {\displaystyle L^{2}.} Zaś operator kwadratu spinu {\displaystyle S^{2}} jest przykładem operatora Casimira w teorii algebr Liego, które są związane z grupą obrotów.

## Operator dowolnego spinu

### Ogólna definicja spinu
W ogólnym wypadku operatory pomiaru spinu w kierunkach x, y, z są zdefiniowane za pomocą reguł komutacyjnych identycznych jak dla spinu {\displaystyle s={\tfrac {1}{2}}} (i także identycznych jak reguły spełniane przez operatory pomiaru orbitalnego momentu pędu):
{\displaystyle [S_{i},S_{j}]=\mathrm {i} \hbar \,\epsilon _{ijk}S_{k}}
gdzie {\displaystyle \epsilon _{ijk}} – symbol Leviego-Civity oraz wyrażenie jest sumowane po indeksie {\displaystyle k.}

### OperatoryS2,Sz{\displaystyle S^{2},S_{z}}
Równania własne operatorów kwadratu spinu oraz rzutu spinu na oś {\displaystyle z} mają postać:
{\displaystyle {\begin{aligned}S^{2}|s,m_{s}\rangle &=\hbar ^{2}s(s+1)|s,m_{s}\rangle ,\\S_{z}|s,m_{s}\rangle &=\hbar \,m_{s}|s,m_{s}\rangle ,\end{aligned}}}
gdzie {\displaystyle |s,m_{s}\rangle } – wektor własny tych operatorów.
Spin całkowity oraz jego rzut na oś z są skwantowane, ich wartości wyrażają się w wielokrotnościach stałej Planka {\displaystyle \hbar .}
Funkcje falowe o różnych wartościach rzutu spinu na wybrany kierunek oznacza się z dodatkowym indeksem oznaczającym spin, np. {\displaystyle \psi (x,y,z,m_{s},t),} gdzie {\displaystyle m_{s}} przyjmuje jedną z {\displaystyle 2s+1} dyskretnych wartości takich że
{\displaystyle m_{s}\in \{-s,-s+1,\dots ,s-1,s\}.}

### Operatory podnoszący i opuszczający
{\displaystyle S_{\pm }|s,m_{s}\rangle =\hbar {\sqrt {s(s+1)-m_{s}(m_{s}\pm 1)}}\,\,|s,m_{s}\pm 1\rangle .}
Wektory własne {\displaystyle S^{2},S_{z}} nie są harmonikami sferycznymi (jak to jest dla operatora orbitalnego momentu pędu) i nie zależą od {\displaystyle \theta } oraz {\displaystyle \varphi .} Operatory te dopuszczają całkowite i połówkowe wartości na liczby spinowe {\displaystyle s} oraz {\displaystyle m_{s}.}

### Wyższe liczby spinowe
Macierze operatora spinu dla {\displaystyle s={\tfrac {1}{2}}} tworzą reprezentacją fundamentalną algebry Liego {\displaystyle su(2),} która jest reprezentacją nakrywającą grupy obrotów SO(3) w przestrzeni {\displaystyle R^{3}.} Macierze operatorów spinu dla liczb {\displaystyle s=1,{\tfrac {3}{2}},2,\dots } oblicza się w analogiczny sposób jak dla {\displaystyle s={\tfrac {1}{2}}.} Macierze tych operatorów oraz ich wektory własne są następujące:
(1) spin {\displaystyle s=1}
{\displaystyle {\begin{array}{l}S_{x}={\frac {\hbar }{\sqrt {2}}}\left({\begin{smallmatrix}0&1&0\\1&0&1\\0&1&0\end{smallmatrix}}\right),&|1,+1\rangle _{x}={\frac {1}{2}}\left({\begin{smallmatrix}1\\{\sqrt {2}}\\1\end{smallmatrix}}\right),&|1,0\rangle _{x}={\frac {1}{\sqrt {2}}}\left({\begin{smallmatrix}-1\\0\\1\end{smallmatrix}}\right),&|1,-1\rangle _{x}={\frac {1}{2}}\left({\begin{smallmatrix}1\\-{\sqrt {2}}\\1\end{smallmatrix}}\right)\\S_{y}={\frac {\hbar }{\sqrt {2}}}\left({\begin{smallmatrix}0&-i&0\\i&0&-i\\0&i&0\end{smallmatrix}}\right),&|1,+1\rangle _{y}={\frac {1}{2}}\left({\begin{smallmatrix}-1\\-i{\sqrt {2}}\\1\end{smallmatrix}}\right),&|1,0\rangle _{y}={\frac {1}{\sqrt {2}}}\left({\begin{smallmatrix}1\\0\\1\end{smallmatrix}}\right),&|1,-1\rangle _{y}={\frac {1}{2}}\left({\begin{smallmatrix}-1\\i{\sqrt {2}}\\1\end{smallmatrix}}\right)\\S_{z}=\hbar \left({\begin{smallmatrix}1&0&0\\0&0&0\\0&0&-1\end{smallmatrix}}\right),\!\!\!\!\!&|1,+1\rangle _{z}=\left({\begin{smallmatrix}1\\0\\0\end{smallmatrix}}\right),&|1,0\rangle _{z}=\left({\begin{smallmatrix}0\\1\\0\end{smallmatrix}}\right),&|1,-1\rangle _{z}=\left({\begin{smallmatrix}0\\0\\1\end{smallmatrix}}\right)\end{array}}}
(2) spin {\displaystyle s={\tfrac {3}{2}}}
{\displaystyle {\begin{array}{l}S_{x}={\frac {\hbar }{2}}\left({\begin{smallmatrix}0&{\sqrt {3}}&0&0\\{\sqrt {3}}&0&2&0\\0&2&0&{\sqrt {3}}\\0&0&{\sqrt {3}}&0\end{smallmatrix}}\right),&|{\frac {3}{2}},{\frac {+3}{2}}\rangle _{x}={\frac {1}{2{\sqrt {2}}}}\left({\begin{smallmatrix}1\\{\sqrt {3}}\\{\sqrt {3}}\\1\end{smallmatrix}}\right),&|{\frac {3}{2}},{\frac {+1}{2}}\rangle _{x}={\frac {1}{2{\sqrt {2}}}}\left({\begin{smallmatrix}-{\sqrt {3}}\\-1\\1\\{\sqrt {3}}\end{smallmatrix}}\right),&|{\frac {3}{2}},{\frac {-1}{2}}\rangle _{x}={\frac {1}{2{\sqrt {2}}}}\left({\begin{smallmatrix}{\sqrt {3}}\\-1\\-1\\{\sqrt {3}}\end{smallmatrix}}\right),&|{\frac {3}{2}},{\frac {-3}{2}}\rangle _{x}={\frac {1}{2{\sqrt {2}}}}\left({\begin{smallmatrix}-1\\{\sqrt {3}}\\-{\sqrt {3}}\\1\end{smallmatrix}}\right)\\S_{y}={\frac {\hbar }{2}}\left({\begin{smallmatrix}0&-i{\sqrt {3}}&0&0\\i{\sqrt {3}}&0&-2i&0\\0&2i&0&-i{\sqrt {3}}\\0&0&i{\sqrt {3}}&0\end{smallmatrix}}\right),&|{\frac {3}{2}},{\frac {+3}{2}}\rangle _{y}={\frac {1}{2{\sqrt {2}}}}\left({\begin{smallmatrix}i\\-{\sqrt {3}}\\-i{\sqrt {3}}\\1\end{smallmatrix}}\right),&|{\frac {3}{2}},{\frac {+1}{2}}\rangle _{y}={\frac {1}{2{\sqrt {2}}}}\left({\begin{smallmatrix}-i{\sqrt {3}}\\1\\-i\\{\sqrt {3}}\end{smallmatrix}}\right),&|{\frac {3}{2}},{\frac {-1}{2}}\rangle _{y}={\frac {1}{2{\sqrt {2}}}}\left({\begin{smallmatrix}i{\sqrt {3}}\\1\\i\\{\sqrt {3}}\end{smallmatrix}}\right),&|{\frac {3}{2}},{\frac {-3}{2}}\rangle _{y}={\frac {1}{2{\sqrt {2}}}}\left({\begin{smallmatrix}-i\\-{\sqrt {3}}\\i{\sqrt {3}}\\1\end{smallmatrix}}\right)\\S_{z}={\frac {\hbar }{2}}\left({\begin{smallmatrix}3&0&0&0\\0&1&0&0\\0&0&-1&0\\0&0&0&-3\end{smallmatrix}}\right),&|{\frac {3}{2}},{\frac {+3}{2}}\rangle _{z}=\left({\begin{smallmatrix}1\\0\\0\\0\end{smallmatrix}}\right),&|{\frac {3}{2}},{\frac {+1}{2}}\rangle _{z}=\left({\begin{smallmatrix}0\\1\\0\\0\end{smallmatrix}}\right),&|{\frac {3}{2}},{\frac {-1}{2}}\rangle _{z}=\left({\begin{smallmatrix}0\\0\\1\\0\end{smallmatrix}}\right),&|{\frac {3}{2}},{\frac {-3}{2}}\rangle _{z}=\left({\begin{smallmatrix}0\\0\\0\\1\end{smallmatrix}}\right)\end{array}}}
(3) spin {\displaystyle s=2}
{\displaystyle {\begin{array}{l}S_{x}={\frac {\hbar }{2}}\left({\begin{smallmatrix}0&2&0&0&0\\2&0&{\sqrt {6}}&0&0\\0&{\sqrt {6}}&0&{\sqrt {6}}&0\\0&0&{\sqrt {6}}&0&2\\0&0&0&2&0\end{smallmatrix}}\right),&|2,+2\rangle _{x}={\frac {1}{4}}\left({\begin{smallmatrix}1\\2\\{\sqrt {6}}\\2\\1\end{smallmatrix}}\right),&|2,+1\rangle _{x}={\frac {1}{2}}\left({\begin{smallmatrix}-1\\-1\\0\\1\\1\end{smallmatrix}}\right),&|2,0\rangle _{x}={\frac {1}{2{\sqrt {2}}}}\left({\begin{smallmatrix}{\sqrt {3}}\\0\\-{\sqrt {2}}\\0\\{\sqrt {3}}\end{smallmatrix}}\right),&|2,-1\rangle _{x}={\frac {1}{2}}\left({\begin{smallmatrix}-1\\1\\0\\-1\\1\end{smallmatrix}}\right),&|2,-2\rangle _{x}={\frac {1}{4}}\left({\begin{smallmatrix}1\\-2\\{\sqrt {6}}\\-2\\1\end{smallmatrix}}\right)\\S_{y}={\frac {\hbar }{2}}\left({\begin{smallmatrix}0&-2i&0&0&0\\2i&0&-{\sqrt {6}}i&0&0\\0&{\sqrt {6}}i&0&-{\sqrt {6}}i&0\\0&0&{\sqrt {6}}i&0&-2i\\0&0&0&2i&0\end{smallmatrix}}\right),&|2,+2\rangle _{y}={\frac {1}{4}}\left({\begin{smallmatrix}1\\2i\\-{\sqrt {6}}\\-2i\\1\end{smallmatrix}}\right),&|2,+1\rangle _{y}={\frac {1}{2}}\left({\begin{smallmatrix}-1\\-i\\0\\-i\\1\end{smallmatrix}}\right),&|2,0\rangle _{y}={\frac {1}{2{\sqrt {2}}}}\left({\begin{smallmatrix}{\sqrt {3}}\\0\\{\sqrt {2}}\\0\\{\sqrt {3}}\end{smallmatrix}}\right),&|2,-1\rangle _{y}={\frac {1}{2}}\left({\begin{smallmatrix}-1\\i\\0\\i\\1\end{smallmatrix}}\right),&|2,-2\rangle _{y}={\frac {1}{4}}\left({\begin{smallmatrix}1\\-2i\\-{\sqrt {6}}\\2i\\1\end{smallmatrix}}\right)\\S_{z}=\hbar \left({\begin{smallmatrix}2&0&0&0&0\\0&1&0&0&0\\0&0&0&0&0\\0&0&0&-1&0\\0&0&0&0&-2\end{smallmatrix}}\right),&|2,+2\rangle _{z}=\left({\begin{smallmatrix}1\\0\\0\\0\\0\end{smallmatrix}}\right),&|2,+1\rangle _{z}=\left({\begin{smallmatrix}0\\1\\0\\0\\0\end{smallmatrix}}\right),&|2,0\rangle _{z}=\left({\begin{smallmatrix}0\\0\\1\\0\\0\end{smallmatrix}}\right),&|2,-1\rangle _{z}=\left({\begin{smallmatrix}0\\0\\0\\1\\0\end{smallmatrix}}\right),&|2,-2\rangle _{z}=\left({\begin{smallmatrix}0\\0\\0\\0\\1\end{smallmatrix}}\right)\end{array}}}
(4) spin {\displaystyle s={\tfrac {5}{2}}}
{\displaystyle {\begin{array}{l}S_{x}={\frac {\hbar }{2}}\left({\begin{smallmatrix}0&{\sqrt {5}}&0&0&0&0\\{\sqrt {5}}&0&2{\sqrt {2}}&0&0&0\\0&2{\sqrt {2}}&0&3&0&0\\0&0&3&0&2{\sqrt {2}}&0\\0&0&0&2{\sqrt {2}}&0&{\sqrt {5}}\\0&0&0&0&{\sqrt {5}}&0\end{smallmatrix}}\right),&|{\frac {5}{2}},{\frac {+5}{2}}\rangle _{x}={\frac {1}{4{\sqrt {2}}}}\left({\begin{smallmatrix}1\\{\sqrt {5}}\\{\sqrt {10}}\\{\sqrt {10}}\\{\sqrt {5}}\\1\end{smallmatrix}}\right),&|{\frac {5}{2}},{\frac {+3}{2}}\rangle _{x}={\frac {1}{4{\sqrt {2}}}}\left({\begin{smallmatrix}-{\sqrt {5}}\\-3\\-{\sqrt {2}}\\{\sqrt {2}}\\3\\{\sqrt {5}}\end{smallmatrix}}\right),&|{\frac {5}{2}},{\frac {+1}{2}}\rangle _{x}={\frac {1}{4}}\left({\begin{smallmatrix}{\sqrt {5}}\\1\\-{\sqrt {2}}\\-{\sqrt {2}}\\1\\{\sqrt {5}}\end{smallmatrix}}\right),&|{\frac {5}{2}},{\frac {-1}{2}}\rangle _{x}={\frac {1}{4}}\left({\begin{smallmatrix}-{\sqrt {5}}\\1\\{\sqrt {2}}\\-{\sqrt {2}}\\-1\\{\sqrt {5}}\end{smallmatrix}}\right),&|{\frac {5}{2}},{\frac {-3}{2}}\rangle _{x}={\frac {1}{4{\sqrt {2}}}}\left({\begin{smallmatrix}{\sqrt {5}}\\-3\\{\sqrt {2}}\\{\sqrt {2}}\\-3\\{\sqrt {5}}\end{smallmatrix}}\right),&|{\frac {5}{2}},{\frac {-5}{2}}\rangle _{x}={\frac {1}{4{\sqrt {2}}}}\left({\begin{smallmatrix}-1\\{\sqrt {5}}\\-{\sqrt {10}}\\{\sqrt {10}}\\-{\sqrt {5}}\\1\end{smallmatrix}}\right)\\S_{y}={\frac {\hbar }{2}}\left({\begin{smallmatrix}0&-i{\sqrt {5}}&0&0&0&0\\i{\sqrt {5}}&0&-2i{\sqrt {2}}&0&0&0\\0&2i{\sqrt {2}}&0&-3i&0&0\\0&0&3i&0&-2i{\sqrt {2}}&0\\0&0&0&2i{\sqrt {2}}&0&-i{\sqrt {5}}\\0&0&0&0&i{\sqrt {5}}&0\end{smallmatrix}}\right),&|{\frac {5}{2}},{\frac {+5}{2}}\rangle _{y}={\frac {1}{4{\sqrt {2}}}}\left({\begin{smallmatrix}-i\\{\sqrt {5}}\\i{\sqrt {10}}\\-{\sqrt {10}}\\-i{\sqrt {5}}\\1\end{smallmatrix}}\right),&|{\frac {5}{2}},{\frac {+3}{2}}\rangle _{y}={\frac {1}{4{\sqrt {2}}}}\left({\begin{smallmatrix}i{\sqrt {5}}\\-3\\-i{\sqrt {2}}\\-{\sqrt {2}}\\-3i\\{\sqrt {5}}\end{smallmatrix}}\right),&|{\frac {5}{2}},{\frac {+1}{2}}\rangle _{y}={\frac {1}{4}}\left({\begin{smallmatrix}-i{\sqrt {5}}\\1\\-i{\sqrt {2}}\\{\sqrt {2}}\\-i\\{\sqrt {5}}\end{smallmatrix}}\right),&|{\frac {5}{2}},{\frac {-1}{2}}\rangle _{y}={\frac {1}{4}}\left({\begin{smallmatrix}i{\sqrt {5}}\\1\\i{\sqrt {2}}\\{\sqrt {2}}\\i\\{\sqrt {5}}\end{smallmatrix}}\right),&|{\frac {5}{2}},{\frac {-3}{2}}\rangle _{y}={\frac {1}{4{\sqrt {2}}}}\left({\begin{smallmatrix}-i{\sqrt {5}}\\-3\\i{\sqrt {2}}\\-{\sqrt {2}}\\3i\\{\sqrt {5}}\end{smallmatrix}}\right),&|{\frac {5}{2}},{\frac {-5}{2}}\rangle _{y}={\frac {1}{4{\sqrt {2}}}}\left({\begin{smallmatrix}i\\{\sqrt {5}}\\-i{\sqrt {10}}\\-{\sqrt {10}}\\i{\sqrt {5}}\\1\end{smallmatrix}}\right)\\S_{z}={\frac {\hbar }{2}}\left({\begin{smallmatrix}5&0&0&0&0&0\\0&3&0&0&0&0\\0&0&1&0&0&0\\0&0&0&-1&0&0\\0&0&0&0&-3&0\\0&0&0&0&0&-5\end{smallmatrix}}\right),&|{\frac {5}{2}},{\frac {+5}{2}}\rangle _{z}=\left({\begin{smallmatrix}1\\0\\0\\0\\0\\0\end{smallmatrix}}\right),&|{\frac {5}{2}},{\frac {+3}{2}}\rangle _{z}=\left({\begin{smallmatrix}0\\1\\0\\0\\0\\0\end{smallmatrix}}\right),&|{\frac {5}{2}},{\frac {+1}{2}}\rangle _{z}=\left({\begin{smallmatrix}0\\0\\1\\0\\0\\0\end{smallmatrix}}\right),&|{\frac {5}{2}},{\frac {-1}{2}}\rangle _{z}=\left({\begin{smallmatrix}0\\0\\0\\1\\0\\0\end{smallmatrix}}\right),&|{\frac {5}{2}},{\frac {-3}{2}}\rangle _{z}=\left({\begin{smallmatrix}0\\0\\0\\0\\1\\0\end{smallmatrix}}\right),&|{\frac {5}{2}},{\frac {-5}{2}}\rangle _{z}=\left({\begin{smallmatrix}0\\0\\0\\0\\0\\1\end{smallmatrix}}\right)\end{array}}}
(5) dla dowolnej liczby spinowej s
– elementy nacierzowe operatorów oblicza się ze wzorów (m.in. można łatwo obliczyć macierze powyżej przedstawione):
{\displaystyle {\begin{aligned}(S_{x})_{ab}&={\frac {\hbar }{2}}(\delta _{a,b+1}+\delta _{a+1,b}){\sqrt {(s+1)(a+b-1)-ab}}\,,\\(S_{y})_{ab}&={\frac {i\hbar }{2}}(\delta _{a,b+1}-\delta _{a+1,b}){\sqrt {(s+1)(a+b-1)-ab}}\,,\\(S_{z})_{ab}&=\hbar (s+1-a)\delta _{a,b}\,,\end{aligned}}}
gdzie indeksy {\displaystyle a,} {\displaystyle b} są nie większe niż {\displaystyle 2s+1,} tj. {\displaystyle 1\leqslant a,b\leqslant 2s+1.}